# زولا (بازی ویدئویی)
زولا (به انگلیسی: Zula) یک بازی ویدئویی آنلاین در ژانر تیراندازی اول شخص است که توسط شرکت MadByte Games و Sourena Games ساخته شده است. این اولین بازی تیراندازی اول شخص که در کشور ترکیه است. این بازی در ۲۲ فوریهٔ ۲۰۱۵ عرضه شد. ساخت و توسعه این بازی در سال ۲۰۱۳ آغاز شد. ۲۰ شخصیت مختلف با داستان‌های مختلف در بازی وجود دارد که در آن دو آرایش دشمن وجود دارد. بیست و سه نقشه و دوازده حالت بازی در این بازی وجود دارد.
این بازی در سال ۲۰۱۸ در پلتفرم استیم قرار گرفت. این بازی برای اولین بار پس از ترکیه توسط پلی اسپات در ژوئن ۲۰۱۶ در برزیل منتشر شد، اما در مارس ۲۰۲۰ از این پلتفرم حذف شد. سرور تایلند بازی نیز در سپتامبر ۲۰۱۷ حذف شد. در حال حاضر نسخه جهانی این بازی در استیم قرار دارد که به جز ترکی از چند زبان دیگر پشتیبانی می‌کند. شرکت سورنا گیمز این بازی رو به صورت ریجن جداگانه در ایران روی سرورهای خودش قرار داد. و فارسی کرد. و امکان خریدهای درون برنامه ای را برای بازیکنان ایران فراهم کرد. چندین سلاح، چندین اسپری و پوسته و دو نقشه تهران و پرسپولیس (تخت جمشید) به بازی اضافه کرد که در نسخه جهانی نیز وجود دارد.
زولا موبایل، نسخه موبایلی زولا، در ۱۷ ژانویه ۲۰۲۰ بر روی پلتفرم‌های اندروید و ios منتشر شد. در سال ۲۰۲۴ بازی ای با نام Tactical strike (مبارزه تاکتیکی) توسط شرکت Lokum Games ساخته شد. و جایگزین شد دلیل اصلی اش به هم خوردن قراردادهایی بین شرکت مدبایت گیمز و لوکوم گیمز بوده است.

## گیم‌پلی بازی

### حالت‌های بازی
- قتل‌عام
- خرابکاری
- مبارزه تیمی
- رقابتی
- تحت تعقیب
- مسابقه حذفی
- اسکورت (محافظت کردن)
- شکار رئیس
- بتل رویال
- کابوس
- تسخیر پرچم
- سیلی
- سرگرمی (شامل: سلاح کمری با مهمات محدود، کاشی‌های رنگی، شلیک به سر، آب‌بازی) (طی دوره‌های خاصی به بازی اضافه شده و سپس حذف خواهند شد)

### نقشه بازی
- گالی پلی (چاناکاله، Çanakkale)
- گودال
- یویوان
- تالار عروسی
- فاوِلا
- کمپ پناهندگان
- کشتی
- پناهگاه
- کارگاه
- کافی نت
- کارخانه
- بندر
- برج دختر
- خارج از شهر (شمال عراق)
- ایستگاه مترو (خط M2 مترو استانبول)
- نمروت
- پارکینگ
- پاریس
- پرسپولیس (تخت جمشید)
- شهر قدیمی (برگرفته از نقشه داست ۲)
- دریاچه (ترابزون Üzungul)
- مرکز شهر (خیابان‌های Üsküdar استانبول)
- میدان شهر (میدان ولیعصر تهران)
- بندر برفی (در فصل زمستان فعال است)
- صحرا (بتل رویال)
- قلعه
- ماردین
- استخر
- خانه (وحشت)
- مصر
- اوراقی
- پارک کوگولو آنکارا (Ankara Kügulu park)

#### سرورها
- سرورهای عادی
- بتل‌رویال
- رقابتی
- سرگرمی (طی دوره‌های خاصی فعال می‌شود)
- مبارزه تیمی
- تازه‌کار (تا سطح ۱۰)
- حرفه ای (از سطح ۵۰ به بالا)
- گروهی
- میدان تیراندازی
- مسابقات (ESPorts)
- آلفا (Alpha)
- بتا (حذف شده)